# 8マン インフィニティ
『8マン インフィニティ』（エイトマン インフィニティ）は、原作：七月鏡一、作画：鷹氏隆之による日本の漫画作品。

## 概要
昭和30年代に一世を風靡した漫画『8マン』（平井和正原作、桑田二郎作画）の続編として描かれている。
2004年より2007年にかけて講談社発行の漫画雑誌『月刊マガジンZ』にて連載された。連載誌刊行元より「マガジンZKC」レーベルにてコミックス発刊、全6巻。連載終了時点では全くストーリーは完結していないが、原作者である七月は当時の自分のサイトの掲示板において「あくまでも「第一部完」です」「しばらくお休みをいただくだけです」との見解を示している。ただし、七月は2016年にTwitterで「第一部完の後、再開の契機を失ってしまった「8マン・インフィニティ」」と述べており、第2部の構想についても「物語の後半は南極の超古代文明遺跡の争奪戦になる予定だった」「南極大陸に眠る超古代文明の遺跡の守護者としてアルタイルとムーンライトという二人の超古代マシナリーが出てくる予定があった」など、かなり具体的な内容を明かしている。
そもそもの原作者（原作である『8マン』の原作者という意味で）は平井和正だが、その平井自身のたっての指名で七月が原作シナリオを務めている。七月は平井作品の代表的な熱狂的ファンで、互いに自身の作品の解説などを任せる仲であり、その縁で当作の原作者として指名された。そのため、この作品は「原作者」と称されるべき人間が3人（『8マン』作者である平井・桑田の2人と、それを元にして漫画にする前段階の「ストーリーシナリオ（漫画原作）」を担当する七月）いるという奇妙な状況となってしまっている。これを区別・解決するために、この作品についてはそれまで漫画業界では使われていなかった「ルーツ（源流の意）」という用語が使用されている。また、作内の専門的メカニックのデザイナーとして永田太を迎えている。なお、同様に七月が担当した『幻魔大戦 Rebirth』では、原作：平井和正&石ノ森章太郎 漫画：早瀬マサト･石森プロで、七月は脚本と記載されている。
以上の事情から、本作のクレジットは以下のようになっている。
- 原作：七月鏡一
- 作画：鷹氏隆之
- ルーツ：平井和正、桑田二郎
- メカニカルデザイン：永田太

本来、この作品は『8マン』を知らない世代に向けた同作の「リメイク」として企画された。しかし平井の「せっかく七月氏に8マンを預けるのだから、かつての8マンとは全く違う8マンを見たい」との要望から、現在の「続編」という形に変わった。そのため、連載開始にあたって平井と七月は幾度もの綿密なメール交換による打ち合わせを行っている。
ベース原作となる『8マン』そのものはアニメ版ではなく、漫画版よりその内容をとられている。そのためコミックスに描き下ろされたプロローグには漫画版『8マン』の最終話である『魔人コズマ』に出てくる東八郎の終幕モノローグが入れられている。
前述のように七月は平井作品の強烈なファンである。そのために、この作品では数多くの平井作品をモチーフとした（もしくは平井作品そのものに出てきた）キャラクターが登場する。七月はこの状態を『スーパーロボット大戦』をもじって「スーパー平井&桑田大戦」だと公言しており、この事は平井も七月より聞き及んでいる。
インフィニティ（infinity）は「無限大」を意味するが、それを表す数学記号「∞」は8を横にした形であり、劇中でも印象的な演出となっている。

## あらすじ
嵐の夜。少女アンナは追われていた。自らを生み出したある組織から「あるもの」を奪取・逃亡したためだ。それを手伝えば彼女に欠けている「感情」というものを渡すと言われて。
自転車便のアルバイトをしている高校生東光一は、組織の追っ手によって線路に突き落とされたアンナを助けるため、自身が電車に轢かれて命を落としてしまう。死ぬと解っていて自分を助けた光一にアンナは疑問を感じる。彼女は人間ではなく、ある人物によって創られた「マシナリー」と呼ばれる人間型ロボットだったのだ。
疑問に対する答えを持たぬアンナに、どことも知れぬ場所から語りかけてくる声があった。その答えを知りたければ、アンナが持っている「あるもの」を光一に渡すようにと。それはアンナにとっては考えられぬこと。彼女は反発する。しかし声は光一の死はアンナと自分に責任があると言い、それを実行するように迫る。
病院で死んだはずの光一は、アンナの持つ「あるもの」によって蘇る。しかし、それを狙う組織の実行部隊「ハンター機関」に所属するサイボーグたちが病院にやってきた。彼らは病院にいる者たちを次々に殺し、光一に襲いかかって来る。人間を軽々と叩き潰すサイボーグたちの一撃を光一はいともたやすく受け止めていた。それをきっかけとして、光一は変身してしまう。伝説の男「8マン」に。
組織の追う「あるもの」とは上位組織「ジェネシス」によって8番目に開発されたマシナリーのボディ素体「8th（エイス）」だった。アンナはそれに光一の魂（クオリア）をコピー入力したのである。そして「8th」には、かつて「8マン」と呼ばれた男、東八郎の能力（マトリクス）が入れられていたのだ。
それは東八郎自身が組織から「8th」を奪取するために行ったこと。アンナに語りかけていた声の正体も彼だった。八郎は光一に語る。光一が既に死んだこと。その魂がマシナリー「8th」に転写されたことを。そして、この事により光一が「8マン」の運命を引き継ぐ事となる事を。
そして光一は自分以外の他の「マシナリー」を擁する人類のエリートを自認する「ジェネシス」と、また他の数多くの悪と戦う事になる。「8マン」の運命を引き継ぐ者「8マン・ネオ」として。

## 登場人物
東 光一（ひがし こういち） / 8マン・ネオ＝8th（エイス）
本作の主人公。自転車便のアルバイトをしている高校生。幼い頃に両親を亡くしている。父親は刑事で、光一の幼少時にテロリストの乗る軍用車に轢かれ、光一の目の前で死亡した。その時の自らの無力と無念が、彼をあくなき自己犠牲の道へと突き進ませている。身寄りの無い現在はマンションに一人暮らし。時折、父の既知である関口家に厄介になっている。前述の境遇ゆえに身近な者が傷ついたり、目の前で命が失われることを何よりも恐れており、それが原因で暴走を起こすこともある。
アンナを助けて命を落としたことにより「8th」のマシナリー・ボディを移植され「8マン・ネオ」となった。その「8th」ボディには、東八郎の「8マン」としての能力の他に、「∞システム」なる未知の危険な高エネルギー発生システムが搭載されている。このシステムは危険である半面で名前の通り無限のエネルギーの放出を可能とする。そのためヴァレリーにとっては、どうしても奪還せねばならないシステムとして認識されている。
状況に応じて新たな「マトリクス」を形成し、電脳戦・高速戦闘・水中戦などに対応した姿に変身する特性を持っており、未発現の能力として空中戦や宇宙戦にも対応できる。なお、究極の姿として「∞システム」を完全に制御可能になった時に発現する「光のマシナリー」ともいうべきモードがある。
アンナ・ヴァレリー
少女の外見を持つマシナリー。その精神は光一や他の人間を素体としたマシナリーとは違い、量子コンピュータ「ヴァレリー」の意識から分化したプログラムやAIに近い「電子知性体」と呼ばれる存在。そのため常に論理（ロジック）による判断を行い、「感情」というものが一切存在していない。だが、それ故に「感情」というものに強い憧れを持っているようであり、それを知るために東八郎と取引をし、そのために「8th」ボディを組織から盗み出して逃亡した。
「スパイボール」と呼ぶ端末機で探査・戦闘を行う他、コンピュータ・ネットを利用して光一や東八郎をバックアップする。前述の通り感情や愛情という物には疎いが、自身を生み出したヴァレリーやその息子であるケンを父、兄と認識している。
東 八郎（あずま はちろう） / 8マン
その昔に死んだとされている「警視庁捜査一課・存在しない8番目の刑事」であり、「伝説の男」と呼ばれる私立探偵。所在は不明であるが、折に触れて光一やアンナの前に電脳空間上のクオリアとして登場する。精神的にも未熟なアンナや光一に様々な助言をしている。
前作にあたる『8マン』の主人公。未発表のエピソードとなった南極の古代宇宙船をめぐる戦いで破壊され、メインハッチの開閉セキュリティシステムに自身の動力を供給し続ける形で身動きできない状態にあったが、衛星通信技術とインターネットの発達によって自身の通信システムをネットに接続できるようになると、死期の迫った自分の意志を受け継ぐ者を探していた。
「∞システム」に危険を感じ、アンナと協力してこれを奪取。システムに対抗する後継者として光一を選ぶ。触（エクリプス）なる現象によって電脳空間にアクセスできる時間が限られているためか、現在は彼を鍛えんと必死になっている。また、これは自らの死期も近いことを悟っているが故の行動でもある。ボディの寿命もあり、データの維持すらも困難な状態になりつつある模様。
リープ
ジェネシスの下部組織「ハンター機関」によって放たれたマシナリー犬。コードネームはクロス。光一＝8マン・ネオと戦うが、そのショックと関口家の娘・幸の優しさに触れた事で、かつて「エコー」と呼ばれる足に障害を持つ優しい少女の元で飼われていたという記憶の一部を取り戻す。マシナリー化によって組織に記憶を消去されており、それを取り戻すために光一たちと共闘する事になる。『幸からドッグフードを与えられる結果、出てしまう物』を見られるのが嫌という理由から、散歩は光一にしてほしいと要望するシャイな面がある。
モデルは『超犬リープ』の主人公（ロボット犬リープ）。
関口 幸（せきぐち ゆき）
光一とリープが厄介になっている関口家の一人娘。光一にとっては姉のような存在。リープにとっても大切な人となっている。光一やリープがマシナリーである事は知らない。
関口 義夫（せきぐち よしお）
警視庁捜査一課の課長。幸の父親。光一にとっても父代わりの存在。ハンター機関の暗躍や、犯罪シンジケート「黒き蝶」に捜査のメスを入れられずに、苛立っている。8マンが姿を消した後に捜査一課の課長に就任したようで、「8マン」については何も知らないようである。
林 石隆（リン シールン）
ハンター機関情報班のチーフ・エージェント。8マンの存在に多大なる興味を寄せている。奇妙な単独行が目立ち、関口にもフリージャーナリストという嘘の経歴（カバー）で接触している。サイボーグやマシナリー、科学者や権力者も「特殊ではあっても絶対的な存在ではない」と考えていて、非合法活動に従事する者ではあるが、倫理観や道徳心は正常。無関係の人間を平気で巻き込み、無駄な犠牲を出しまくるミュラー（およびその配下）や、ルシアの記憶をもてあそぶカレーニナ教授を心底嫌悪している。
平井作品『アダルト・ウルフガイ』『死霊狩り』等にも同名人物が登場する。
高鳥（たかとり）
ハンター機関情報班に所属する林の部下。凄腕のハッカーであるが、活動員としては新米で、大事なことを林に報告するのを忘れては怒鳴られている。
リュシール
高鳥と同じく林の部下で、女性スナイパー。
モデルは『デスハンター』のリュシール・ブルーエ。
ミュラー
ハンター機関サイボーグ実動隊の隊長。残忍な男でキレやすい。マシナリーを「生身の欠片も残っていない機械」と嫌悪している。後に林と対決し、戦術とサイボーグボディの欠陥部分を看破され消滅。
ユレー
国際犯罪シンジケート「黒い蝶」の幹部。木彫りのアイヌ人形を思わせる髭面の老人。敵対者の魂を破壊することに喜びを感じる異常性格者。サイボーグと思われていたが、頭部に脳は無く、本体は別に存在するロボットに過ぎない。
名前の由来は原作『8マン』の敵・黒いちょうスパイ団団長のドクター・ユーレイ。
リータ
ユレーを父と呼ぶ少女。彼女こそがユレーの本体であった。
田中 善右衛門（たなか ぜんえもん）
光一のお得意先「タナカサイクル」の店長。前職は警官で警視総監まで上りつめた鬼刑事。常連客でもある光一のことを、その苗字と性格から昔の部下を思い起こして「アズマ」と呼び、そのたびに光一から「俺はヒガシです」と言われている。関口家の人々と同じく、光一の事を案ずる人間の一人。ストーリーが進むにつれ『8マン』の田中課長本人である事が明らかにされた。ある事件をきっかけに光一が東八郎の後継者である事を知り、東八郎から光一・リープ・アンナの運命を託された者として彼らに力を貸すことになる。
S（エス）
ジェネシスの下部組織「ハンター機関」の司令官。何らかの目的で配下のサイボーグやマシナリーを駆使し、光一＝8マン・ネオをたびたび襲撃した上、ケン・ヴァレリー / 8マン・シェイドをも巧みに誘導し、光一の中に眠る「∞システム」の暴走を引き起こそうとする。
実は6thの『∞システム』暴走事件にも関わっており、そこから奇跡的な生還を遂げたという過去を持つ。
ジェネシスに忠実な姿勢を装っているが、そのジェネシス上層部を出し抜く底意を秘めており、ケン・ヴァレリー（8マン・シェイド）の猜疑を買っていた。ケンの懸念は的中しており、ジェネシス上層部の眼を盗んで7thのボディを解析して得たマシナリー技術のノウハウを元に、従来のモノより数段優れた特殊戦術サイボーグを産み出そうと画策している。
モデルは『デスハンター』『死霊狩り』等の主な舞台となる特務暗殺機関の司令官として登場する人物。性格も同じで、秀麗な外観とは裏腹にその発想や信条は常軌を逸するほどに破壊的で、ある意味当作品中最大の怪物。
谷 方位（たに ほうい） / Vallery（ヴァレリー）
組織「ヴァレリー」（ひいてはその下部である「ジェネシス」および「ハンター機関」）の最高意志決定者であり史上最強の量子コンピュータで、全てのマシナリーの父。8マンの開発者であり、史上最初のマシナリー。『8マン』の谷博士本人。
作品に出ていない8マン最後の戦いで、8マンが破壊されて動けない状態にされた後、アメリカに（おそらくは8マンを破壊した組織の手の者に拘束されて）戻り、自らの意識を量子コンピュータに移し変え、世界の裏で暗躍を始めた。その時に如何なる経緯があったのかは不明だが、以後の彼はかつて描いた理想を捨て去り、まるで人間を試すかのように自らの持てる技術を軍事へと費やして世界の破滅を画策するかのように邁進している。そのため、今では東八郎＝8マンの最大の敵かつ、後に東 光一＝8マン・ネオが立ち向かう黒幕という立場である。
名前の由来はダニー・ボーイ。

### ナンバーズ・マシナリー
「ヴァレリー」の手で生み出された最高位のマシナリー。「世界を導く人類のエリート」とも言われるが、それぞれが完全に分割されたプロジェクトで進行しており意図的に記憶を消されたり改竄された者もいる。更に「素体」として選ばれた人物にも戦災孤児や犯罪被害者から犯罪者までいると言う選んだ人物の意志を疑う部分も多い。
当初は1stから9thまでの9体の予定だったが、東八郎とアンナによって8thボディを奪われた為、ケン・ヴァレリーを新たな8thとして生みだした為、計10体。
ジョウ・コズマ / 1st（ファースト）
最高峰のマシナリー。人造の救世主として2ndや3rdを率いる立場にあり、他のマシナリーを超越した力を持つ。
コズマ博士の息子であり、母親ノラは超能力者だった。絶対零度や元素転換能力を駆使する。その他の詳細は不明。
モデルは『幻魔大戦』の東丈。

#### ハリエット・ハントレス / 2nd（セカンド）
白人女性のマシナリー。神に近い力をも持つとされる。ヴァレリーの理想「マシナリーは兵器ではない」を体現しようと願う者。その他の詳細は不明。
モデルは『ウルフガイ』の虎2（フーリャン）。

#### 大江＆ソフィア / 3rd（サード）
二人で一人の超人類ミュータントのマシナリー。二人の姿は鏡写しのように片翼を備えた天使である。一度は去った地球に帰還してマシナリー処置を受けたがその経緯は不明。

##### 林 芳蘭（リン ファンラン） / 4th（フォース）
中国人少女のマシナリー。虎型のパートナーマシナリー「サンダー」と行動を共にしている。
マシナリーは人類のエリートに与えられると信じており、プライドが高い。超音速で移動する能力を持っており、それを最大限に生かして戦う高速戦闘タイプで、「マシナリー同士の戦いを決する絶対の条件」は「スピード」だと豪語している。
光一に最初に接触したナンバーズ。ある事件でシステムダウンを起こし、再起動のため光一によって精神にダイブされた事をきっかけとして、彼に対してツンデレに近い複雑な心情を持つようになる。
幼少の頃、父母を「黒い蝶」によって殺害されている。また、自らも同様に命を奪われたが、ヴァレリーの研究者達の手でマシナリーとして蘇った。
モデルは『ウルフガイ』の虎4（フースー）。
アーネスト・ライト / 5th（フィフス）
黒人青年のマシナリー。パートナーは鳥型マシナリーの「オルガ」。
紛争地帯の少年兵であったが、介入してきた国連軍の女性兵士（幸に似た黒人女性）に助けられ、そのまま彼女の養子となる。しかし、いつしかその事を忘れて再び戦いの中を生きるようになった（その経緯については不明）。
光一（8th）との戦いの中で、彼のクオリアに触れ、忘れていた母の記憶を思い出し、以後は破壊対象である8th（光一）と奇妙な共闘関係を結ぶことになる。
左腕をレールガンに変形させて戦う重火器タイプで、超音速で移動する能力は持たないが、「オルガ」が上空から標的の位置を示すため、その攻撃から逃れることは、超音速をもってしても困難である。
モデルは『サイボーグ・ブルース』の主人公。
6th（シクスス）/破壊王
最初に「∞システム」を搭載されたマシナリー。その暴走により街を一つ吹き飛ばし、20万人を死に至らしめ、自らは記憶の全てをシステムに食われてしまった。そのため、自らの外形も保つことが出来ず、辛うじて人の姿を保ち会話だけが出来る存在となってしまうが、9thによって新たな顔を与えられたことで魔王の僕・破壊王となる。
ルシア・大滝・ジーベル（ルシア おおたき ジーベル）/7th（セブンス）＝アニマ
クォーター日系人の少女で超能力者。彼女の監視役でもあるパートナーは猫型のマシナリー「ダイ」。
本来は心優しい少女だが、両親を火災で亡くしたトラウマから炎恐怖症となり、解離性同一性障害を患った結果、自身を守るためなら殺しを厭わない凶暴な人格を持ってしまった。そこからジェネシスのカレーニナ教授に目をつけられ、量子脳の記憶を改竄され「アニマ」という人格を構成されるなど一種の実験体として扱われるようになってしまう。
アニマはあくまでも精神上の存在であるため、機械的なセンサーには感知されず記録もされない。また、アニマがルシアのボディの主導権を奪い取ることもある。念動能力や瞬間移動など、数々の超能力を駆使する。
後に海中から回収されて完全にアニマ人格となり、6thと同様に9thの手駒となってしまう。
本人のモデルは原作『8マン』に登場した、小島ナミ（こじま ナミ）。
ケン・ヴァレリー / 8マン・シェイド＝8th
アンナによる『8th』素体強奪事件の後、ヴァレリーが再開発した新たなる8th。光一の8th素体とは違い『∞システム』は搭載されていない。
実はヴァレリーこと谷博士の息子。「シェイド」とは「影」の意味で、東八郎とその後継者である光一へのあてつけのために自らを「8マンが大地に落とした影」と呼び、そう名乗っている（胸のマークは「3」とその反転画像の組み合わせのように見える形になっている）。
自分を蘇らせた父・ヴァレリーが自分の呼びかけに如何なる返答もしない存在になった事に寂しさを覚えながらも、子としてジェネシスのために戦う事を自らの本分としている。だが、それゆえに自分を含むジェネシス上層部の眼を盗んで何かを画策しているS（エス）に強い不信感を覚えている。
『8マン』にはサイボーグとして登場、激闘の末に死亡している。当作内では「その後、谷博士によってその記憶をコンピュータに保存され、クオリアとして蘇らされて新たなる8thボディを与えられた」とされている。
アルベルト・ダンガー / 9th（ナインス）
通称・魔王。国際犯罪シンジケート「黒い蝶」の首魁。世界の裏側で様々な暗躍をする男。そのために誰が何が犠牲になろうとも、それを振り返ることなど決して無い、冷酷極まりない外道。パートナーのマシナリーは大蛇。
世界を滅ぼしかねない危険人物でもあり、2ndから危険人物として警戒されている。
モデルは『エリート』の魔王（エルケーニッヒ）ダンガー。

## 書籍情報
講談社マガジンZKC刊
1. 2005年8月23日発売 ISBN 978-4063492163
2. 2005年8月23日発売 ISBN 978-4063492187
3. 2006年2月23日発売 ISBN 978-4063492361
4. 2006年9月22日発売 ISBN 978-4063492606
5. 2007年4月23日発売 ISBN 978-4063492835
6. 2007年11月22日発売 ISBN 978-4063493177